# Rhamnus serpyllacea
Rhamnus serpyllacea är en brakvedsväxtart som beskrevs av Werner Rodolfo Greuter och Burdet. Rhamnus serpyllacea ingår i släktet getaplar, och familjen brakvedsväxter. Inga underarter finns listade i Catalogue of Life.